# Municipi de Visaginas
El districte municipal de Visaginas (en lituà:Visagino savivaldybė) és un dels 60 municipis de Lituània, situat dins del comtat d'Utena, i que forma part de la regió d'Aukštaitija. La capital del municipi és la ciutat homònima.